# تالاهاتا اسپرینگز (آلاباما)
تالاهاتا اسپرینگز (به انگلیسی: Tallahatta Springs) یک منطقهٔ مسکونی در ایالات متحده آمریکا است که در شهرستان کلارک، آلاباما واقع شده‌است. تالاهاتا اسپرینگز ۶۰٫۹۶ متر بالاتر از سطح دریا قرار دارد.